# مسجد المدينة (شيفيلد)
مسجد المدينة (بالإنجليزية: Madina Masjid)‏ أو (بالإنجليزية: The Madina Mosque)‏، معروف كذلك ب(مسجد طريق وولسيلي)، أول مسجد بني في شفيلد، جنوب يوركشاير، إنجلترا، بعد بعض المشاكل بالتمويل، اكتمل المشروع في أكتوبر/تشرين الأول 2006. رفع مستعملو المسجد عدة ملايين باون لدفع ثمن المسجد الجديد والمركز الإسلامي الذي يتضمن 19 غرفة وقاعتين كبيرتين، ومكتبة ومركز نهاري. قدرت تكلفة المشروع بـ(5 ملايين يورو). وقد بني المسجد على طريق غلوفير، شفيلد، ويخدم المسجد السكان المسلمين في (Nether Edge) و(Sharrow). يتسع المسجد لحوالي 2,300 مُصلٍّ (بضمن ذلك النساء).
صنفت منظمة (مسلمون في بريطانيا)، المسجد (صوفي - بريلوي).
من المؤمل أن المسجد سيوحد الجاليات المحلية أيضا، وتعليقات محلية تشير إلى ذلك. تلتزم إدارة المسجد بفرقة بريلوية.